# Poľanovce
Poľanovce (Hongaars: Polyánfalu) is een Slowaakse gemeente in de regio Prešov, en maakt deel uit van het district Levoča.
Poľanovce telt 177 inwoners.